# Династија Хан
Династија Хан (упрош: 汉朝; трад: 漢朝; пин: Hàn Cháo; 206. п. н. е. — 220. н. е.) пратила је династију Ћин и претходила три краљевства у Кини. Династију Хан је предводила истакнута породица позната као клан Лиу. Краљевина династије Хан, у трајању преко 400 година, обично се у Кини сматра као један од највећих периода у историји Кине. До дан данас, етничка већина Кине се и даље опредељује као „Хан народ“.
Током династије Хан Кина је званично постала конфучијанска држава и напредовала у пољопривреди, занатству и трговини, а становништво је достигнуло преко 55 милиона људи. У међувремену, царство је проширило свој политички и културни утицај и територију до Кореје, Монголије, Вијетнама, и средње Азије пре него што се коначно распало под комбинацијом домаћих и спољних притисака. Такође, имали су низ војних предстража у неким од тих подручја, укључујући и централну Азију, Монголију, и Персију (персијски краљ је дозволио да се оне поставе).
Династија Хан представља златно доба у кинеској уметности, политици и технологији. По моћи и величини била је око 100. године равна Римском царству.

## Увод
Династија Хан је владала Кином од 206. п. н. е. до 220. године. То је била царска династија која је ујединила Кину након пада династије Ћин. Једна карактеристика династије Хан је њена дуговечност. Међу најдуготрајнијим кинеским великим династијама, уз краћи прекид опстала је више од четири века. Од својег оснивања 206. п. н. е. држава династије Хан била је моћна и утицајна у источној Азији, колико је то на западу било Римско царство, њен приближан савременик. Династија Хан је позната као златно доба кинеске филозофије.
Током своје 426 година дуге владавине, династија Хан је створила многе институције које су уздигнуле Кину. Проширили су границе државе на тзв. варварске територије, попут Римског царства, посебно на северозападу, где је њена војска крчила пут трговини на Путу свиле, учинивши их сличним онима данас. Династија Хан је изнедрила и одређен немоћних владара, те се срушила у хаосу пре коначне пропасти 220. године.
Конфучионизам је био службена државна филозофија и уједно религија. Будизам је дошао из Индије и постао важна религија. Књижевност и уметност су процветале. Пољопривреда се проширила, а с њом се и повећао и број становника. Систем снажне централне власти, којег је чинила и комплексна бирократија, а који се наставио до 20. века, има почетке у династији Хан. Многи драконски закони из династије Хин били су укинути, порези смањени, а цело подручје територија Хан било је директно под царском управом. Име Хан је први цар прилагодио имену реке. До данашњег дана појам Хан се у Кини употребљава да би се разликовали аутохтони Кинези од различитих расних и културних група у Кини. Тако „Хан рен“ означава назив за кинески народ. Према обрасцу којим се служила династија Хан - уједињена Кина и континуирана владавина - постао је циљ свим будућим династијама, укључујући и ону комунистичку у данашње време.

## Политичка историја

### Гаозу - утемељитељ династије Хан
Како се династија Ћин урушила под притиском војних побуна и устанака сељака, човек скромног порекла Лиу Банг постао је вођа мале групе војника и постепено освајао подручја. Временом, његове снаге су прерасле у војску и следиле су нове победе. Занимљиво је како је Лиу презирао учене конфучијанце, који су носили карактеристичне шиљасте шешире. Тако је једном приликом, кад је срео једног од тих угледника, истог тренутка дохватио шешир с главе посетиоца, и помокрио се у њега.
Године 206. п. н. е., Лиу се прогласио краљем Хана, једне од држава у царству Ћина. До 202. п. н. е. елиминисао је све ривале и сви припадници династије Ћин били су мртви. Позната је његова изјава; „Цео свет је мој!“, иако је тадашње царство имало тек половину територија данашње Кине. Затим се прогласио царем и присвојио за себе је царски наслов Гаозу. Лиу је покорио високо централизовано царство, мало је олабавио систем, и поделио је царство на кнежевине, којима су владали чланови његове породице или војне вође које су му биле изузетно привржене. Тако су постављени услови за повратак на феудализам, али Лиу, као и владари који су га следили, помоћу саветника који су били искључиво подређени цару, проверавали су сваку провинцију и управника. Тако се очувала централна власт током династије. Престоница му је била на реци Веи, Ханг'ан (Ch'ang-an) који у преводу значи „вечни мир“. Гаозу је прихватио начела конфучијанства, а та су да је сврха власти служити онима којима се влада, и да цар пружа добар, позитиван пример, уместо страшан и строг.

### Ву Ди
Након што је Гаозу мирно преминуо, наследио га је Ву Ди који је владао од 141. до 87. п. н. е. Његова владавина је једна од најславнијих у кинеској историји. Посебну је пажњу полагао у вештину владања. Моћ локалних управника расла је током година, али Ву Ди је радио на рецентрализацији власти. Тако је уместо чиновника наслеђених из династије Ћин, који су постављани на положаје по рођењу, по конфучијанству, чиновници су бирани по њиховим способностима, тј. квалификацијама. Писмени испити су били усвојени као мерило одређивања најквалификованијих особа. У главом граду је основана школа за обуку владиних људи, чиме је административна бирократија је била систематизована.
Иако је лично био заинтересован за магичну страну таоизма, Ву Ди је одчучио задржати конфучијанство за главну религију и филозофију, тако што је подстакао на проучавање пет класика конфучијанства (Схујинг - књига историје, Схијинг - књига поезије, Ји ђинг - књига промена, Лији - књига одрживости, и Цхунхиу - пролећни и јесењи анали) на којима се темељило учење Конфучионизма. У покушају да спроведе једну идеологију за цело царство, Хановци су преузели идеје многих идеолошких школа и уклопили их у Конфучионизам.
Трговина је цвала у време Ву Дија. Унутрашња трговина се проширила у дуготрајном миру који је владао у земљи, нижи порези и смањење моћи локалних моћника. Ву Диови министри су одржавали цене константним, тако да су куповали пшеницу и кухињско уље када су цене биле ниске и затим их пласирали на тржиште кад би понестало тих намирница за време суше, или слабог рода. Канали су се копали и градили су се путеви. Земља је постајала богатија и снажнија, фарме су биле просперитетније, а градови су расли у величини и броју становника.
Већ почетком своје владавине, Ву Ди је хтео проширити границе царства. На северозападу, номадско племе планинских ратника је дуже време тероризовало је северозападну Кину. Ву Ди је послао неколико војних експедиција у то подручје, формирао је савез с средњоазијским племенима, и сломио моћ Ксионгну. Кад је северозапад био осигуран, Ву Ди се почео ширити на североисток, покоривши Манџурију и поприлични део Корејског полуострва. Пријединио је територије јужно од ријеке Јангце, као и Анам, у северном Вијетнаму. Покоривши оно што је данас провинција Јунан, отворио је пут за Бурму и Индију. Најзанимљивија Ву Диова освајања су она у централној Азији. Ставивши под контролу територије у Фергхани (данашњи Узбекистан) и долину реке Јаксерт (звану Сир Дарја у данашњем Казахстану), толико даље од данашњих граница Кине, Ву Диове трупе су отвориле Пут свиле, дугачак 6500 km, повезујући Ханг'ан и Рим. Пут свиле је омогућио Кини да тргује с државама Персијског залива и источним Медитераном.
До његове смрти, 87. п. н. е. Ву Диово царство је било велико попут Римског царства које ће настати неколико деценија под Октавијаном Августом. Међутим, Ву Диова освајања имала су и ефекат пражњења државне ризнице, снажног повећања пореза и повећана је државна контрола економије. Иако су ове мере биле добре у краћем периоду, на дуге стазе су слабиле династију.

### Ванг Манг
Ву Диови наследници су неко вријеме успели очувати царство, али три слаба владара су напослетку омогућила царском регенту Ванг Мангу (45. године п. н. е.-23. год.) да концентрише сву своју моћ у своје руке. Ванг Манг је био члан високе породице која се венчала у краљевски клан.
Моћ му је све више јачала, да би се, напослетку, 9. године прогласио царем кратко-живеће династије Сјин (Hsin=Nove). Иако је Манг добио власт убиствима и интригама, био је реформиста који је желео бољу, мање корумпирану владу. Земљу која је већим делом била у власништву феудалаца, који су је по астрономским ценама изнајмљивали сељацима, Манг је ставио под своју управу, ударајући тако у саме темеље моћи барона и властеле. Земља је била подељена на једнаке делове и дана сељацима који су је култивирали. Затим је укинуо ропство, давао безинтересне зајмове сељацима и постао вођа Конфучионистичког учења. Ове промене су наишле на озбиљна противљења опозиције.
Феудални барони су основали савез и успротивили се Ванг Мангу. Ујединила их је Лиу породица и следио је грађански рат. Како је царством завладао немир, војна тајна друштва су основали банде и нападала села и градове. Ванг је веровао да ће ваљане институције напосљетку донети мир у Кини, али 23. године, војска вођена кланом Лиу срушила је врата Ханг'ана, убила Ванг Манга, и поновно успоставила династију Хан.

### Источни Хан
За време грађанског рата, стари главни град Ханг'ан је био уништен, а породица Лиу се преселила у главни град источно од Луoјанга (Luo-jang), у којој је данашња провинција Хенан. Име Хан се опет употребљава, али кинески историчари радије користе израз за династију након Ванг Манга као Источни или Каснији Хан. Први владар, Гуанг-ву Ди (Kuang-Vu-ti, 5. п. н. е..-57. год.) повратио је сва подручја царства, и попут његових предака наставио с Конфучијским учењем и реформом власти. Након његове смрти, све чешће су владари били млади и уместо њих царством су управљали министри, а у међувремену сељачки устанци су били све чешћи. Наоружан Даоистички култ, или Хуангјин (жути турбани) потицали су немире по целом царству. Иако је династија наставила своје име, збрка у борби за превласт негирала је сваку власт династије Хан. Напокон, 220. године, задњи цар Хан, Ксианди (Hsien-ti), који је постављен на престол у доби од осам година, формално је абдицирао заслугом Цао Пи (Ts'ao P'i), који је био син његова главног министра. Цао Пи се прогласио првим царем нове династије Веи. Тај датум обележава почетак тзв. доба Доба Раздора, које је трајало од 220. до 589. године.

### Доба Раздора
Раздор у Кини почиње крајем 2. века када се верски фанатици обавијени у жуте мараме врше државни удар јер сматрају да је држава корумпирана. Покретач те секте је Зханг Јиао са својом браћом Зханг Бао и Зханг Лианг, те се за тројицу браће сматрало да поседују моћи трију елемената: ватра, земља и ваздух.
Владар Хан династије је у то време било дете од само 9 година, али то није спречило да се најмоћније породице, војсковође и сви противници фанатика вођених Зханг Јиаом уједине. Коалиција је направљена, а водиле су се три велике битке док су фанатици и сам Зханг Јиао погубљени. Мир у земљи је наступио, али само на кратко време.
Главнога заштитника младога цара, Донгу Зхуоу, је моћ коју је имао ударила у главу те је пожелио и сам да влада Кином. Моћни владари покрајина Кине нису желели трпети тиранију Донг Зхуоа те Цао Цао са својом војском креће на Луо Јанг (главни град) да скине Донг Зхуоа с престола, али војска под водством Лу Буа их је поразила. Лу Бу је посинак Донг Зхоуа, а пратио га је глас најснажнијег ратника и немилосрдног убице у Кини. Цао Цао позива друге регионалне владаре да се коалиција поново састави али овај пут да се ослободи млади цар. За главног генерала се одабире Јуан Схао, владар најбогатије покрајине и члан најугледније породице Јуан.
У борби пред улазом у град, испред Ху Лао градских врата, се водила да тада највећа битка у историји Кине. Најистакнутији у тој борби су били, све до тада анонимни, Лиу Беи и његова заветна браћа Гуан Ју и Зханг Феи који су се у врту брескви завјетовали као браћа која ће вратити стару славу Хан династије. Они су забележени у историји као једини који су се супротставили моћном Лу Буу те га поразили и натјерали у бег. Кад је војска коалиције ушла у Луо Јанг, Донг Зхуо наређује да се град спали до темеља те бежи.
Коалиција одустаје од прогањања те смишља план како свет лишити Донг Зхуоа а то је могуће само уз помоћ некога моћног, неустрашивог и блиског Донг Зхуоу - једногласно је одлучено да то мора бити Лу Бу којему то не би требало бити проблем кад је већ убио и властитог оца.
Прво што је требало је направити раздор међу њима, а заједничка слабост су им жене. Вен Хоу, познати интелектуалац, понуди свој услуге те своју кћер која ће послужити у смицалици, ријеч је о Диао Хан - плесачици неизмерне лепоте која прихвата задатак без размишљања. Вен Хоу позива Лу Буа к себи на вечеру те га упознаје с Диао Хан, с које цело вече није могао скинути поглед те пита њена оца за руку његове кћери - отац пристаје.
Други дан, Вен Хоу иде Донг Зхуо представити своју кћер те му је понудити као жену која воли старије и моћне мушкарце - што ласка Донг Зхуоу. Истога дана, Вен Хоу одлази Лу Буу те му доноси страшну вест да си је Донг Зхуо присвојио Диао Хан те да ју намерава оженити. Лу Бу бесан бежи из града, разочаран што је изгубио прву и једину жену коју је заволео. Недуго затим, Диао Хан шаље писмо Лу Буу како је незадовољна и да она воли само њега, те да кад би Донг Зхуо умро да би била само његова. Лу Бу се враћа у град и састаје се с Диао Хан у дворишту палате где их загрљене проналази Донг Зхуо. Донг Зхуо протјерује Лу Буа под казном смрти ако се врати. Лу Бу затим убија Донг Зхуоа и одлази у непознато с Диао Хан.
Иако је проблем с Донг Зхуом решен, турбуленције у земљи не недостаје. Цао Цао сматра Јуан Схаоа претњом те планира напад на његову пуно моћнију војску. Лиу Беи и његова браћа добивају нови дом и подручје Ксиа Пи на управљање. Добар и увек великодушни Лиу Беи прихвата рањеног Лу Буа и његову Диао Хан који у одсуству Лиу Беиа и Гуан Yуа, а поред никад трезног Зханг Феиа преотима дворац и избацује Зханг Феиа и његове синове. Лиу Беиу није толико сметало преотимање дворца колико то што његове жене и дјецу држи као таоце.
Свестан своје немоћи, одлази Цао Цаоу у потрази за помоћи те му обећава покрајину ако спаси породицу Лиу Беиа. Цао Цао пристаје те у помоћ шаље рођаке и најбоље генерале Ксиахоу Дун и Ксиахоу Јуан који заједно с Лиу Беиовом војском опкољавају Ксиа Пи дворац. Генерали под Лу Буом се предају над надмоћном војском коалиције те предају заробљене Лу Буа, Диао Хан и генерала Зханг Лиао који је стекао дивљење Цао Цаоа и Гуан Јуа још за време борбе пред Ху Лао вратима. Лу Бу је смакнут, Диао Хан је пуштена на слободу након препирке Гуан Јуа и Зханг Феиа за њену руку, а Зханг Лиао је примљен у војску под Цао Цаоом.

## Економија
Почетком 100. године п. н. е. развијена је мрежа трговачких путева за превоз робе између Азије и Европе. Најранија и најтежа пут која се најчешће употребљавала постала је позната под називом „Пут свиле“, по цењеној кинеској одећи којом се трговало. Руте су полако ишчезавале кроз стољећа, а откривањем морског пута од Европе према Азији у касном 15. веку, стари путеви су поступно запуштени због нове океанске трговине.
За време династије Хан, Кинези су били пољопривредници. Пшеница и просо су узгајани на северу Кине, као што се и узгајају вековима. Рижа, која даје више калорија, била је узгајана гдје год је било довољно воде. Кинески фармери исушивали су мочваре, и градили канале за наводњавање. За време владавине раних владара династије Хан, и дуготрајног мира који је владао у земљи, пољопривреда је унапријеђена и побољшан је квалитет житарица, а с тиме се повећала и популација становништва. За вријеме слабих дана Западног Хана, централна управа је слабила, а феудална војска је држала земљу у својим рукама. Тада су радови на каналима запостављени, неки и уништени, а у неким подручјима је завладала глад.
За време дуготрајног мира, многи градови су нарасли, посебно Луојанг. Трговци и занатлије су се организовали у цехове, тј. чланство у поједином цеху било је нужно у многим врстама посла. Цехови су одређивали минималне цене, и одређивали су плате и радне сатницу чланова цеха. Сваки цех је имао своје божанство, које је било постављено у холу цеха. Исто тако цехови су били као штит друштву од строгих закона, на који су знали одговорити штрајком или затварањем трговина.
Под династијом Хан, неке природне и политичке баријере које су одвојиле Кину од остатка света, биле су превладане. Већа трговина, и територијална експанзија, довели су Кину у контакт с новим државама и људима. Трговци су прошли из Кине, кроз централну Азију, до Персије и Грчких градова на обалама Црног Мора- чак и до Римских колонија на источном Медитерану. Трговци династије Хан и страни трговци прелазили су Јунан, реку Мианмар (пре позната као Бурма), и враћали су се са добрима из Индије и Шри Ланке.
Према кинеској историји, 166. године, трговци из Дахина (Та Х'ин), што је кинеско име за Рим, дошли су до Луојанга, с најавом да су послани од свога владара, наводно цара Марка Аурелија. Може утврдити да је кинеска роба, понајвише свила и крзна, дошла до градова Медитерана Путем свиле. За узврат, Хан су добијали коње из централне Азије, стакло, слоновачу, драго камење и добру вуну. „Људи у Лоујангу разбацују се одећом, и претјерују у храни и пићу.“-написао је згађени посматрач живота за владавине династије Хан у првом веку наше ере. Чак су коњушари и конкубине су носили фини брокат, бисере и жад, а истовремено се живот сељака погоршавао.

## Изуми
О кинеском напретку, говори нам и сложени изум, уређај изумљен прије више од 18. векова у Кини, је могао открити лагана подрхтавања на површини земље, и исто тако показати из којег смера подрхтавање тла долази. Године 132., Зханг Хенг је направио први сеизмограф, у облику ћупа с осам глава змаја наоколо ћупа, а сваки држи куглу у устима. Испод сваког змаја је статуа малог жапца с отвореним устима. Кад се подрхтавање или потрес појави, чак и на великој удаљености, механизам у ћупу ће реаговати тако да змај пусти куглу у уста жапцу. Који змај испусти куглу од њих осам, уједно показује и смер од куда подрхтавање долази. Дакле, стручњаци у вријеме Хан династије могли су знати да се потрес догодио и гдје.

## Религија и филозофија

### Конфучијанство
Учења Конфучија (551—479. године п. н. е. постала су главна школа мишљења за време династије Хан. Основа Конфучијеве етике јест концепт јен, што значи љубав или доброта. Бит Конфучионизма се може сажети у фрази: „Не чини другима, оно што не би желео себи“. Остале важне врлине Конфуционизма укључују исправност, целовитост, и побожност. Политички, Конфучионизам је заговарао власт у којој је владар доброхотан, доброћудан, добронамеран, а субјект, тј. поданици, послушни и покорни. Конфучије је веровао да монарх мора гајити моралне вредности да би пружио добар пример људима. Конфучије је био познат по својим идејама образовања, за које је веровао да су значајна за све људе, занемарујући класе.

### Будизам
Буда, као повијесна личност је живио у 5. веку п. н. е. скоро у исто време као и Конфучије, у северној Индији. Сматрао је да је патња неодељива од живота, а она пак произлази из пожуде за материјалним стварима света. Једини начин да се побегне од патње јест бити слободан од жеље, а да би био слободан од жеље, мораш заборавити на себе и служити другима, медитирати, и изнад свега живети не везујући се на материјална добра. Тако се једино може постићи Будххин рај, нирвана.
Први будистички монаси су стигли у Кину трговачким рутама, како спомиње Хан Сху (Хан хронике), у првом веку. Будистички су свештеници саградили храм у Лоујангу под заштитом царске породице. Тек је у доба раздора будизам стекао наклоност великог броја Кинеза, јер је будистичко песимистичније гледање на свет имало више смисла, од оне Конфучионистичке да је у људској природи истинска доброта, наглашавајући односе владара и поданика, оца и породице, старијих и млађих, мужа и жене. Крајем династије Хан, закон преживљавања је замијенио Конфучионистичке односе и теорије о људској доброти. Тако су Кинези посвојили Буду у свој пантеон богова. Пантеон се састојао од божјег суда на небу, сличан ономе царском на земљи. Владао је Јаде (Јуди) и његови министри. Постојали су богови цехова, планета, елемената, земље, неба, кише, а с њима су се налазили цареви, и сви значајни људи који су живели на земљи.

### Даоизам или Таоизам
Даоизам је почео као филозофски правац који је наглашавао индивидуалну личност и строго је приговарао на ритуале и на одређивање начина живота, којег је диктирала власт. „Уистину мудар владар, једноставно оставља ствари какве јесу.“-рекао је Даоист. У данима владавине династије Хан, лична жеља за истинским разумевањем природе и света, карактеристика правог Даоизма, јест дегенерирала у потрагу за еликсиром бесмртности и пантеоном богова.

## Књижевност и умјетност

### Књижевност
У књижевности главна фигура је био Сима Ћен, који је живео од 145. до 90. п. н. е. Његово велико дело се зове Схији - Записи историје. То дјело је компилација одломака из оригиналних извора, заједно са Симиним коментарима, је поставило темеље и стандарде кинеске историје и историчара од тог времена па на даље. Његов приказ историје јест већина онога што знамо о династији Хин и раном периоду династије Хан. Исто тако су и четири књиге Конфучионизма издане у свом финалном облику, то су Луњу, Даксуе, Зхонгјонг и Менгзи.
Знамо да су и писали поезију, сложене математичке задатке, историју, велики речник, владине извештаје, те најранији сачувани општи попис становништва на свијету, из 2. године н. е.(57.671.400 људи). То је била посљедица израде папира око 100. године. Папир је прављен од коре црног дуда, и од конопље, називали су га зхи. По причи, један је еунух, Цаи Лун, 105. године, испричао цару Хеу, како се израђује папир. Писали су четкицама и тушем од пигмента чађе, на дрвеним плочицама, комадићима бамбуса или на свили, а кинеска слова су се променила у она слична данашњим.

### Уметност и загробни живот
Мало је остало сачуване графике из доба Хан династије, а много више знамо о сликарству тога доба из записа. Из тих извора, чини се да је сликање било попут магије. Проклетство и болести могло се прекинути постављањем правог типа слике изнад кревета болесника. Често се сликањем хтело дочарати, и стога су се држали моћним, магичне способности богова и културних јунака.
Док су слике већином нестале из доба Хана, археолози су пронашли, из гробница, керамику, и моделе кућа, храмова, господе, племства, и чак целих села од теракоте. Ови објекти су били замене за важне ствари у животу, и обично су били глазиране и обојене. Типичне гробнице су садржавале минијатуре омиљених љубимаца и слуга, исто тако и избор предмета из живота. Ископине из племићких гробница, откривају однос људи из времена династије Хан према животу и смрти, те људску борбу с природом. Керамичке фигуре биле су учестало израђиване у Кини за време династије Хан (206. п. н. е. - 220. г.) да би биле закопане с покојницима. Познате као минг-хи'и, ове фигуре су биле обично јако мале и често су приказивале стварне људе, нпр. музичаре.

## Друштво

### Класна структура
Иако се за време Хана ишло на централизацију, најмоћније су ипак биле велике земљопосједничке породице. То је било још више наглашено кад се развила трговина у Кини и с другим земљама. Уз земљу, такве породице су поседовале и творнице или производне капацитете, који су повећавали њихов утицај али и богатство. Трговачка класа је добивала на утицају с повећањем трговине, добили су веће друштвене могућности, а вековима пре тога су били најнижа класа у кинеском друштвеном поретку. Исто тако, утицај Конфучијске бирократије, устројене по таленту и способности а не по пореклу, омогућавао је велики успон у социјалном статусу, за свакога ко је имао времена да учи за испите. У ствари, је врло мало сељака и фармера имало времена за учење, но оваква прилика никад пре није постојала за неког ко није био припадник високообразованог сталежа.

## Закључак
Време династије Хан, је било раздобље просперитета, какво се неће видјети поновно у Кини до доласка династије Танг (Т'анг) 618. године. Кинески Будизам је цветао, а Конфучионизам је био државна доктрина. Многи стандарди власти задржани су до 20. века као што су снажна централна власт, која је владала уз помоћ снажне бирократије.
Иако је распаду слиједило три века раздора и рата, династија Хан је успјела поставити стандард за све касније владајуће кинеске династије. То је прича о једној од две велесиле, која се на врхунцу своје моћи око 100. године простирала на територији упоредивој с римском. Стилови два царстава су се у потпуности разликовали, римско се ослањало на ропство, док је напредак ханског углавном почивао на леђима слободног сељаштва. „Запад преузима своју традицију од Римљана и Грка, а Кина од династије Хан.“-Лиу Хингзху, директор Археолошког института у Пекингу.